# نادي سالمروهر
نادي سالمروهر (بالألمانية: FSV Salmrohr 1921 e. V.) نادي كرة قدم ألماني يلعب في دوري الدرجة السادسة . تم تأسيس النادي في سنة 1921 .